# William Dean Howells

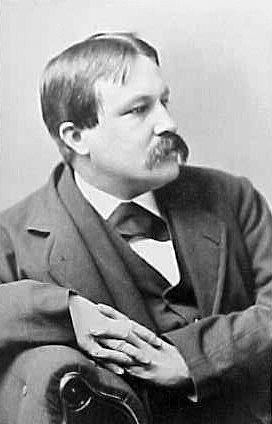
William Dean Howells (ok. 1870)

William Dean Howells (ur. 1 marca 1837 w Martins Ferry, Ohio, zm. 11 maja 1920 w Nowym Jorku) – amerykański pisarz z nurtu realizmu i krytyk literacki.
Był drugim z ośmiorga dzieci. Jego ojciec był wydawcą gazet i drukarzem, często przemieszczającym się po stanie Ohio. Pisarz zaczynał jako urzędnik w stanowej Izbie Reprezentantów, a w 1858 roku zatrudnił się w Ohio State Journal, gdzie zamieszczał wiersze, opowiadania, krótkie tłumaczenia z francuskiego, hiszpańskiego, niemieckiego. Jego idolem był w tym czasie Heinrich Heine. W 1860 roku odwiedził Boston i poznał literackich tuzów swoich czasów: Lowella, Holmesa, Hawthorne'a, Thoreau, Emersona.
Za napisanie biografii Lincolna, przydatnej w czasie wyborów w 1860 roku, został konsulem w Wenecji. Po powrocie do kraju pisał do Atlantic Monthly i Harper's Magazine. W latach 1866–71 był zastępcą redaktora, a w latach 1871-81 redaktorem naczelnym Atlantic Monthly. Był przyjacielem Marka Twaina. Realizmem literackim zainteresował się po cyklu artykułów o życiu zwykłych Amerykanów zamieszczonym w jego piśmie przez dziennikarza Harrisona.
Pierwszą powieść opublikował w 1872 roku, ale sukcesem okazała się dopiero A Modern Instance, o rozkładzie małżeństwa, z 1882 roku. Najbardziej znana jest powieść z 1885 roku The Rise of Silas Lapham, o karierze i upadku biznesmena z branży farbiarskiej. Inne znane powieści: A Hazard of New Fortunes (1890, Nowe łaski fortuny, jedyna wydana w Polsce, w 1969 roku), A Traveler from Altruria (1892-3).
Pisał także sztuki, recenzje i eseje o pisarzach-realistach z Europy, np. Zoli i Tołstoju. Wspierał w swoich artykułach młodszych pisarzy amerykańskich – Crane'a, Emily Dickinson, Sarah Orne Jewett, Franka Norrisa. Być może najbardziej pamiętany jest właśnie jako propagator realizmu w felietonach w Atlantic Monthly i Harper's.
W 1904 roku został pierwszym prezesem American Academy of Arts and Letters.

## Zobacz też

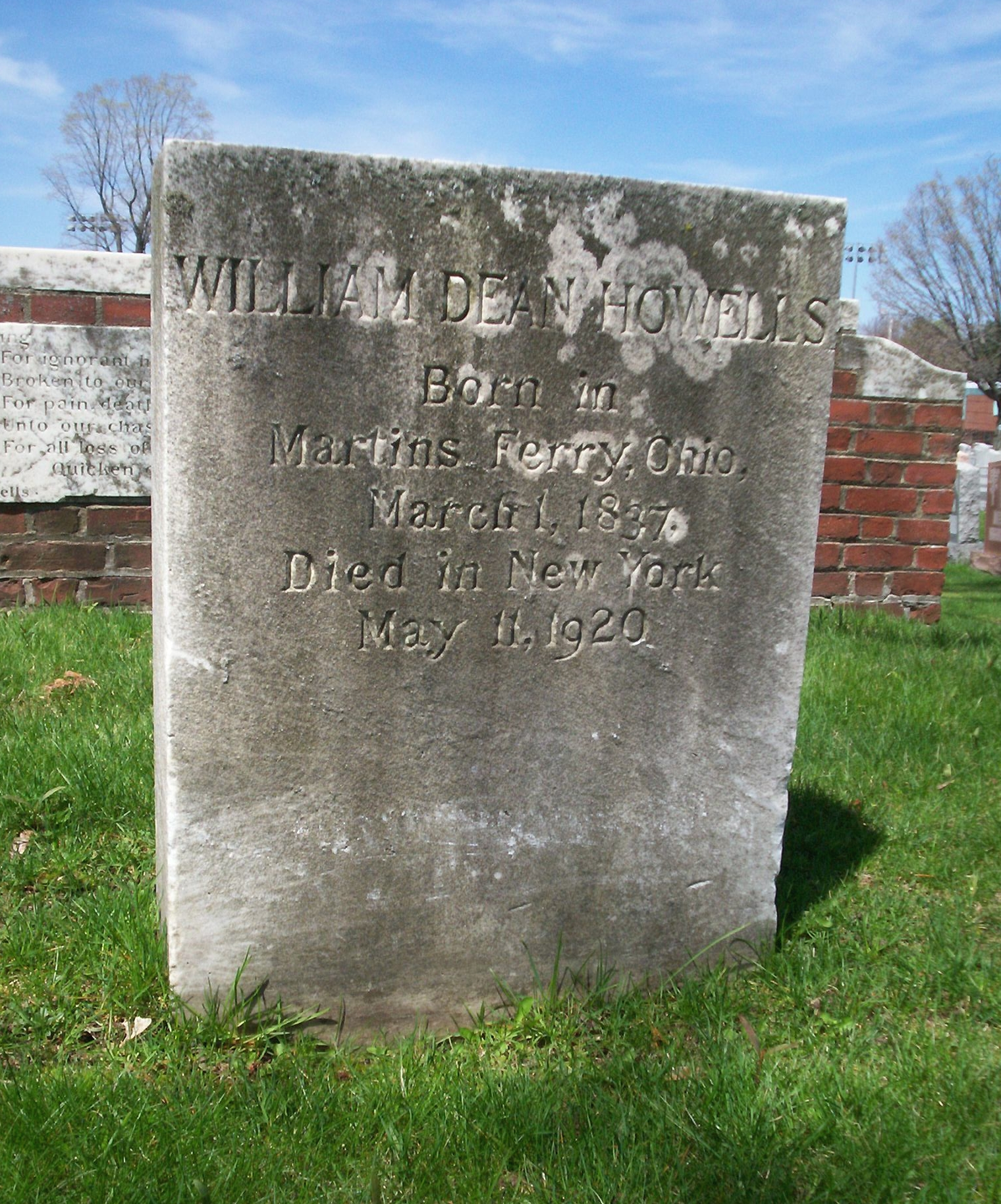
Nagrobek pisarza na cmentarzu w Cambridge, Massachusetts